# Super Rugby
Super Rugby je nejsledovanější a nejprestižnější ragbyová liga na světě, hrající se na jižní polokouli. Je tvořena osmnácti týmy z Nového Zélandu, Austrálie, Jihoafrické republiky, Argentiny a Japonska.

## Herní systém
Od sezóny 2016 jsou týmy rozděleny do dvou regionálních skupin, z nichž každá se skládá ze dvou konferencí. Australskoasijskou skupinu tvoří australská a novozélandská konference, jihoafrickou skupinu konference Africa 1 a Africa 2. Týmy reprezentující Japonsko a Argentinu jsou každý přiřazen do jedné africké konference.
Každý tým odehraje za sezónu šest zápasů v rámci své konference - týmy afrických konferencí hrají s každým soupeřem ze své konference dvakrát, týmy australskoasijských konferencí se dvěma soupeři dvakrát, se dvěma pouze jednou. Dále týmy odehrají jeden zápas s každým týmem druhé konference své skupiny (5 zápasů pro AUS/NZL týmy, čtyři pro jihoafrické týmy) a jeden zápas s každým týmem jedné z konferencí druhé skupiny (4 zápasy pro AUS/NZL týmy, 5 pro jihoafrické týmy). Celkem každý tým odehraje 15 zápasů během 17 kol - dvě kola mají volno.
Do play-off postupují vítězové jednotlivých konferencí, proti kterým se postaví tři nejlepší ze zbylých australoasijských týmů a nejlepší ze zbylých jihoafrických týmů.
Sezóna 2016 se hraje od února do srpna (s přestávkou v červnu pro mezinárodní zápasy).

## Týmy
| Regionální skupina | Australoasijská | Australoasijská | Jihoafrická          | Jihoafrická          |
| Konference         | Austrálie       | Nový Zéland     | Africa 1             | Africa 2             |
| ------------------ | --------------- | --------------- | -------------------- | -------------------- |
|                    | Brumbies        | Blues           | Bulls                | Jaguares (Argentina) |
|                    | Rebels          | Chiefs          | Cheetahs             | Kings                |
|                    | Reds            | Crusaders       | Stormers             | Lions                |
|                    | Waratahs        | Highlanders     | Sunwolves (Japonsko) | Sharks               |
|                    | Western Force   | Hurricanes      |                      |                      |

## Historie
Liga byla zahájena roku 1996 jako Super 12 pro testovací zápasy mezi Novým Zélandem, Austrálií a Jihoafrickou republikou. Od roku 2006 byla přejmenována na Super 14, neboť byly přijaty dva nové týmy z Jihoafrické republiky. V roce 2011 byl přijat patnáctý tým a liga změnila název na Super Rugby. Od roku 2016 se soutěže účastní 18 týmů - k předchozím přibyly týmy Jaguares (Argentina), Sunwolves (Japonsko) a Kings (Jihoafrická republika).

## Vítězové
- 2019 - Canterbury Crusaders (NZL)
- 2018 - Canterbury Crusaders (NZL)
- 2017 - Canterbury Crusaders (NZL)
- 2016 - Hurricanes (NZL)
- 2015 – Highlanders (NZL)
- 2014 – New South Wales Waratahs (AUS)
- 2013 – Chiefs (NZL)
- 2012 – Chiefs (NZL)
- 2011 – Queensland Reds (AUS)
- 2010 – Bulls (JAR)
- 2009 – Bulls (JAR)
- 2008 – Canterbury Crusaders (NZ)
- 2007 – Bulls (JAR)
- 2006 – Canterbury Crusaders (NZ)
- 2005 – Canterbury Crusaders (NZ)
- 2004 – The Brumbies (AUS)
- 2003 – The Auckland Blues (NZ)
- 2002 – Canterbury Crusaders (NZ)
- 2001 – The Brumbies (AUS)
- 2000 – Canterbury Crusaders (NZ)
- 1999 – Canterbury Crusaders (NZ)
- 1998 – Canterbury Crusaders (NZ)
- 1997 – The Auckland Blues (NZ)
- 1996 – The Auckland Blues (NZ)

## Okrajové části
- Sonny Bill Williams